# Protamin
Protamin ist ein Stoffgemisch aus stark basischen Peptiden, das als Arzneimittel verwendet wird. Es gehört zur Stoffgruppe der Protamine und wird vorwiegend aus dem Sperma oder Rogen bestimmter Lachsarten – insbesondere des Ketalachses (Oncorhynchus keta) und Königslachses (Oncorhynchus tshawytcha) – durch Extraktion mit Mineralsäuren isoliert. Es enthält mehr als zwei Drittel L-Arginin. 
In der Hämatologie, Intensivmedizin, Herzchirurgie und Gefäßchirurgie wird das Protamin zur Antagonisierung der Heparin-Wirkung verwendet. Nicht das basische Protamin selbst wird verwendet, sondern neutrale Lösungen der Salze Protaminsulfat und Protaminhydrochlorid. 

## Aufhebung der Wirkung von Heparin
Protamin bildet mit Heparin eine salzartige Verbindung ohne gerinnungshemmende Wirkung. Es findet daher Anwendung zum schnellen Aufheben der Heparin-Wirkung, beispielsweise vor Operationen (präoperativ), als Gegenmaßnahme während Operationen mit Herz-Lungen-Maschinen (starke Gerinnungshemmung während der HLM-Zeit nötig, danach Aufhebung), in der Therapie von Heparin-Überdosierungen und bei Heparin-induzierten Blutungen. 1000 I.E. Protaminsulfat bzw. Protaminhydrochlorid inaktiviert circa 1000 I.E. Heparin. Bei den niedermolekularen Heparinen wird die Anti-Xa-Aktivität nur teilweise neutralisiert. Bei subkutanen Injektionen von NMH kann es durch die langsame Resorption des selbigen zu einer ungenügenden Inaktivierung des Heparins kommen, die entweder eine erneute Gabe von Protamin oder die langsame Gabe über längere Zeit erforderlich macht. Die Wirkung tritt rasch, innerhalb von 5 bis 15 Minuten, ein.
Die Wirkung von anderen gerinnungshemmenden Medikamenten können mit Protamin nicht aufgehoben werden.

## Nebenwirkungen
Protamin wird langsam injiziert oder infundiert. Eine zu rasche Gabe kann ein plötzliches starkes Absinken des Blutdrucks mit verlangsamtem Herzschlag zur Folge haben. Ursache ist die Freisetzung von Histamin aus Mastzellen. Weiterhin kann Protamin als Fremdproteinsubstanz eine Anaphylaxie (erkennbar z. B. als Hautrötung) hervorrufen. Durch Komplementaktivierung kann eine pulmonale Hypertonie ausgelöst werden, die insbesondere Patienten während einer Herzoperation Probleme bereiten kann. Idealerweise richtet sich die Dosis nach dem Gerinnungsstatus, um eine Überdosierung zu vermeiden. Protamin selbst hat ebenfalls eine leichte gerinnungshemmende Wirkung, so dass es bei Überdosierung zu Blutungen kommen kann. Vermutlich stört Protamin die Fibrinpolymerisation und verstärkt die t-PA Freisetzung aus dem Endothel. Auch eine vorübergehende Störung der Thrombozytenfunktion wurde beschrieben.

## Verzögerung der Insulinwirkung
Protamin wird als pharmazeutischer Hilfsstoff und in Verbindung mit Zinkionen mit Insulin kombiniert, um dessen Wirkungseintritt zu verzögern und die Wirkdauer zu verlängern. Dieses modifizierte Insulin wird NPH-Insulin (neutrales Protamin Hagedorn – Insulin) genannt.